# Maurizio Marchitelli
Maurizio Marchitelli (Roma, 6 febbraio 1949 – Roma, 21 febbraio 2022) è stato uno scenografo italiano.

## Carriera
Maurizio Marchitelli ha cominciato la sua carriera come costumista per il film Spettri (1987). Poi ha fatto le sue prime scenografie per i registi Alessandro D'Alatri, (Americano rosso) e Leone Pompucci (Mille bolle blu, Camerieri). Dal 1995 ha realizzato delle scenografie soprattutto per dei film di Carlo Verdone. Ha lavorato per la maggior parte per il cinema, con alcune scenografie televisive (Nel nome del male, Amiche davvero!!, Dio vede e provvede, Un dono semplice).

## Filmografia
- Spettri (1987), regia di Marcello Avallone, (costumista)
- Americano rosso (1991), regia di Alessandro D'Alatri, (scenografo)
- Mille bolle blu (1993), regia di Leone Pompucci, (scenografo e arredatore)
- Camerieri (1995), regia di Leone Pompucci, (scenografo)
- Viaggi di nozze (1995), regia di Carlo Verdone, (scenografo)
- Dio vede e provvede (1996), serie televisiva (episodi sconosciuti), regia di Enrico Oldoini, (scenografo)
- Sono pazzo di Iris Blond (1996), regia di Carlo Verdone, (architetto-scenografo e arredatore)
- Simpatici & antipatici (1998), regia di Christian De Sica, (scenografo)
- Amiche davvero!! (1998), Tv, regia di Marcello Cesena, (scenografo)
- L'odore della notte (1998), regia di Claudio Caligari, (scenografo)
- Gallo cedrone (1998), regia di Carlo Verdone, (scenografo)
- Un dono semplice (2000), regia di Maurizio Zaccaro, (scenografo)
- Al momento giusto (2000), regia di Giorgio Panariello, (scenografo)
- Amore con la S maiuscola (2002), regia di Paolo Costella, (scenografo)
- Ma che colpa abbiamo noi (2003), regia di Carlo Verdone, (scenografo)
- L'amore è eterno finché dura (2004), regia di Carlo Verdone, (architetto-scenografo)
- Lista civica di provocazione, San Gennaro votaci tu! (2005), regia di Pasquale Falcone, (architetto-scenografo)
- Natale a Miami (2005), regia di Neri Parenti, (arredatore)
- Il mio miglior nemico (2006), regia di Carlo Verdone, (architetto-scenografo)
- Scusa ma ti chiamo amore (2008), regia di Federico Moccia, (scenografo)
- Nel nome del male (2009), miniserie televisiva, regia di Alex Infascelli, (direttore della fotografia)
- Visions (2009), regia di Luigi Cecinelli, (scenografo)